# Fritz Hummel
Johann Friedrich Hummel, auch Fritz Hummel (* 15. April 1828 in Berlin; † 30. November 1905 in Friedenau), war ein deutscher Porträt- und Historienmaler.

## Leben

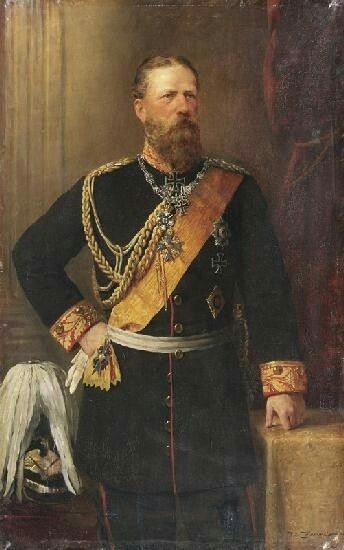
Porträt des Kaisers Friedrich III. im Ornat

Hummel war der jüngste Sohn des Berliner Malers und Hochschullehrers Johann Erdmann Hummel. Ein älterer Bruder war der russische Offizier und Kunstdilettant Erdmann Hummel (1826–1854).
Zunächst war er Schüler seines Vaters, dann studierte er an der Berliner Kunstakademie bei Carl Joseph Begas, später bei Eduard Bendemann in Dresden. 1858 reiste Fritz Hummel mit dem Prinzen Schönaich-Carolath nach Südfrankreich und Spanien. Nach Berlin zurückgekehrt, war er dort infolge zahlreicher Aufträge als Bildnismaler tätig, obwohl er anfangs der Historienmalerei zugetan gewesen war.
Besonders schilderte er männliche Charaktere der Berliner Gesellschaft. Der Kunsthistoriker Adolf Rosenberg zählte ihn neben Gottlieb Biermann, Paul Bülow und Paul Spangenberg sowie vor Julius Grün, Adolf Jebens, Otto Knigge, Anton Weber und Theodor Ziegler zu den führenden Porträtisten der Berliner Malerschule. Er meinte, dass Hummel in seinen Bildnissen „eine grosse Schärfe der Charakteristik mit einer kühlen, vornehmen an Holbein erinnernden Färbung“ verbinde. Bekannte Porträts von ihm zeigen den Prinz Carl von Preußen, den Feldmarschall Graf Friedrich von Wrangel, den Historiker Leopold von Ranke, den Maler Eduard Magnus und den Vizeadmiral Eduard von Knorr. Für seine Leistungen wurde er mit dem Titel Professor geehrt.

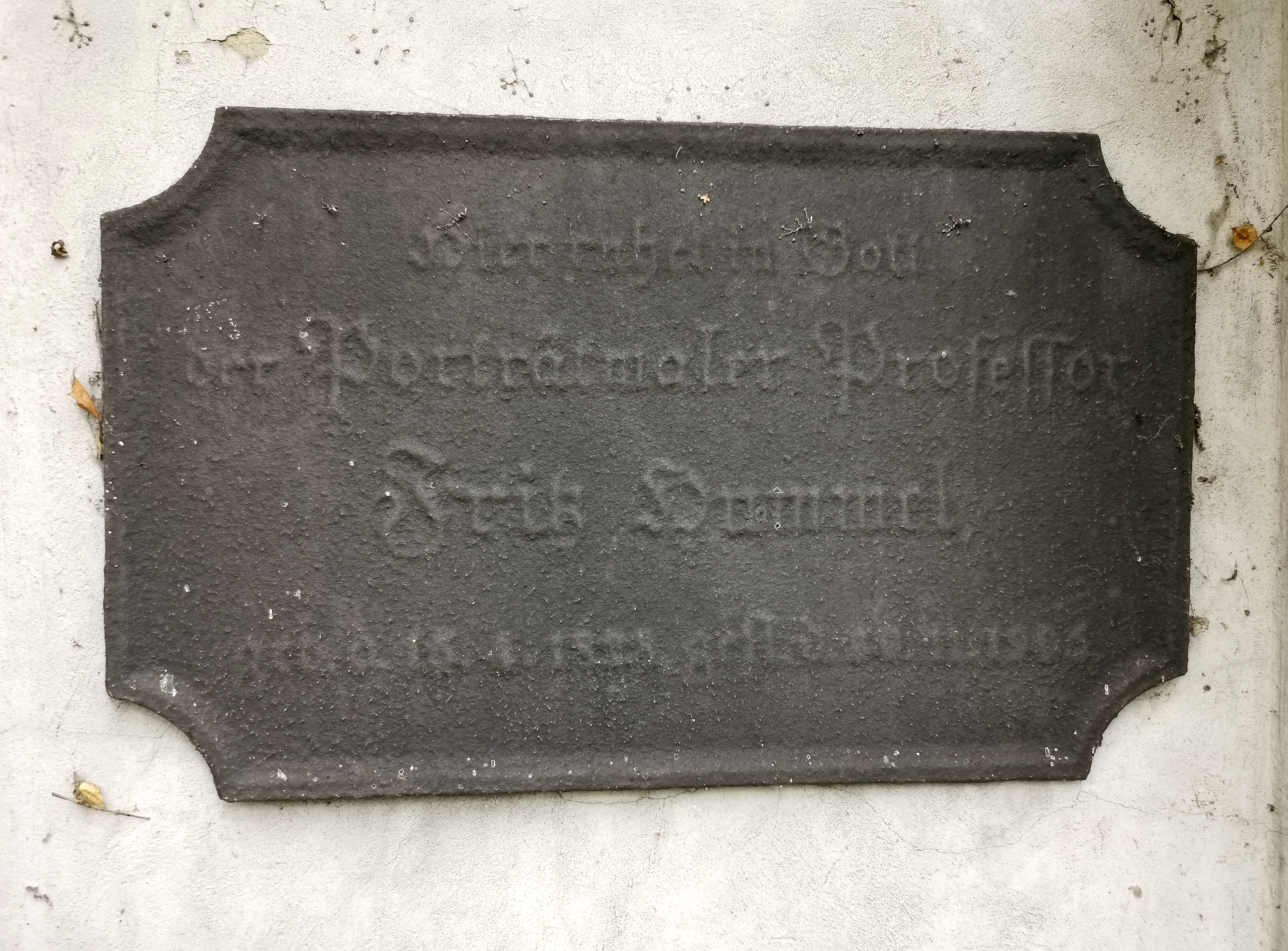
Inschriftenplatte am Familiengrab

Johann Friedrich Hummel starb am 30. November 1905 um 3:15 Uhr in seiner Wohnung in der Rheinstraße 35. Er wurde auf dem Gemeindefriedhof Alt-Schöneberg begraben (Feld Ostwand 22).